# Lia Beldam
Lia Beldam (geboren als Alma Cornelia Tanner am 17. Juni 1944 in Uster, Kanton Zürich; † 23. August 2021) war ein Schweizer Model und Schauspielerin.

## Leben
Lia Beldam wuchs in Zürich auf. Sie machte eine Ausbildung zur Sekretärin.
Die 1,78 m grosse Beldam war viele Jahre lang als Model auf dem Laufsteg und als Fotomodell für verschiedene Zeitschriften und Kataloge tätig. Sie machte auch Werbefotos als Nacktmodell, z. B. für die Kosmetikmarke Fa.
Einem internationalen Publikum bekannt wurde sie vor allem im Jahr 1980 durch ihre Rolle als Lorraine Massey im Film Shining, welche als Vision von Jack Torrance erscheint, für die sie ausgewählt wurde, weil die Casting Directors Nacktfotos von ihr zu sehen bekamen. Dort hatte sie nackt einen Auftritt an der Seite von Jack Nicholson. Laut einem Interview aus dem Jahr 2019 hatte sie noch weitere Kurzauftritte in Spielfilmen als Statistin ohne Text, z. B. in Supergirl.
Beldam lebte später in London. Sie war mit George Beldam und Frank Manning verheiratet. Aus ihrer ersten Ehe ging 1988 ein Sohn hervor.
Lia Beldam starb am 23. August 2021 nach kurzer, schwerer Krankheit im Alter von 77 Jahren.

## Filmografie
- 1980: Shining